# George Elliot Howard
George Elliot Howard (* 1. Oktober 1849 in Saratoga, New York; † 9. Juni 1928 in Lincoln, Nebraska) war ein US-amerikanischer Historiker und Soziologe sowie siebenter Präsident der American Sociological Association.
Howard legte das Bachelor-Examen 1867 an der University of Nebraska ab und studierte anschließend zwei Jahre Geschichte und Römisches Recht in München und Paris. Nach seiner Rückkehr wurde er 1879 an der University of Nebraska Professor für Geschichte. 1891 wechselte er an die Stanford University, wo er als Professor ebenfalls Geschichte lehrte. 1901 gab es seine Tätigkeit in Stanford aus Protest gegen die Demission seines Kollegen Edward Alsworth Ross auf. Ross war entlassen worden, weil er sich gegen die Ausbeutung chinesischer Arbeitskräfte beim Eisenbahnbau gewandt hatte. Danach wurde Howard an der University of Chicago tätig, wo er sein dreibändiges Hauptwerk History of Matrimonial Institutions verfasste.
In seinem akademischen Werk verknüpfte Howard Geschichts- und Sozialwissenschaften miteinander. Er wandte die Methode der Historischen Soziologie insbesondere auf Fragen der Familiensoziologie an, als deren Pionier er gilt.

## Schriften (Auswahl)
- Local Constitutional History of the United States, 1889
- The Evolution of the University, 1890
- The King’s Peace and the Local Peace Magistracy, 1891
- History of Matrimonial Institutions, drei Bände, 1904
- Preliminaries of the Revolution, 1905
- Social Control and Function of the Family, 1906
- General Sociology, 1907
- The Family and Marriage, 1914.